# Wonlarowo (mijanka)
Wonlarowo (ros. Вонлярово) – mijanka w zachodniej Rosji, w osiedlu wiejskim Katynskoje rejonu smoleńskiego w obwodzie smoleńskim.

## Geografia
Miejscowość położona jest nad rzeką Obisza (dorzecze Dniepru), 1 km do drogi federalnej R120 (Orzeł – Briańsk – Smoleńsk – Witebsk), 6,5 km od drogi magistralnej M1 «Białoruś», 2 km od centrum administracyjnego osiedla wiejskiego (Katyń), 25 km od Smoleńska.
W granicach miejscowości znajduje się przystanek kolejowy Wonlarowo (linia Moskwa – Mińsk).

## Demografia
W 2010 r. miejscowość liczyła sobie 9 mieszkańców.